# Robert Hazen Little
Robert Hazen Little, kanadski letalski častnik, vojaški pilot in letalski as, * 19. september 1897, Eden, Ontario, † 12. december 1955.
Nadporočnik Little je v svoji vojaški službi dosegel 5 zračnih zmag.

## Življenjepis
31. januarja 1918 je bil premeščen iz 20. eskadrona v 48-tega.
S svojim Bristol Fighterjem je dosegel 5 zračnih zmag.